# Abd al-Wahhab al-Bajati
Abd al-Wahhab al-Bajati (ur. 1926, zm. 1999) – poeta iracki, jeden z największych nowatorów w liryce arabskiej.

## Życiorys
Abd al-Wahhab al-Bajati urodził się w Bagdadzie. Studiował na tamtejszym uniwersytecie i ukończył seminarium nauczycielskie. Pracował jako pedagog i wydawca czasopisma kulturalnego Al-Thaqafa A-Jadida. Był też urzędnikiem w ministerstwie kultury. W 1980 został attaché kulturalnym w Madrycie. Po inwazji Iraku na Kuwejt w 1990 wybrał emigrację w Jordanii. W 1995 Saddam Husajn pozbawił go irackiego obywatelstwa. Bezpośrednią przyczyną tego posunięcia był udział al-Bajatiego w festiwalu kulturalnym w Arabii Saudyjskiej uważanej przez Irak za wroga z uwagi na współpracę ze Stanami Zjednoczonymi. Poeta zmarł w Damaszku na atak serca w 1999.

## Twórczość
Abd al-Wahhab al-Bajati ma opinię reformatora poezji arabskiej, ponieważ w swoich utworach stosował wiersz wolny w miejsce tradycyjnych form metrycznych używanych w literaturze tworzonej przez Arabów od piętnastu wieków. Liryka poety, mimo że on sam był represjonowany, nigdy nie była w Iraku oficjalnie zakazana. Opublikował ponad dwadzieścia tomików wierszy. Pisał językiem potocznym. Odwoływał się do literatur zachodnioeuropejskich. W późniejszej twórczości odwoływał się też do sufizmu.